# 'Abdalabad
'Abdalābād (farsi فیض‌آباد‎) è una città dello shahrestān di Mahvelat, circoscrizione Centrale, nella provincia del Razavi Khorasan in Iran. Aveva, nel 2006, una popolazione di 5.561 abitanti. 